# Two-Lane Blacktop
 Two-Lane Blacktop és un road movie dirigit per Monte Hellman el 1971.
Va passar inadvertit en la seva sortida inicial, però la pel·lícula és avui de culte. Representa una càpsula temporal de la mítica Ruta 66, se l'associa sovint a pel·lícules del mateix període on es pot descobrir un missatge existencialista, com Vanishing Point, Easy Rider o Electra Glide in Blue

## Argument
Dos corredors de cotxes viuen a la carretera en el seu Chevrolet 1955, anant de ciutat en ciutat i desafiant els autòctons en un circuit per guanyar-se la vida. Roden per la Ruta 66 des de Needles, a Califòrnia. Agafen a una autoestopista a Flagstaff a Arizona, després troben un altre corredor nòmada al volant del seu Pontiac GTO "Orbit Orange" 1970 i el desafien a una cursa cap a Washington DC. Els personatges no queden identificats, no són més que "The Driver", "The Mechanic", "The GTO" i "The Girl". En ruta cap a l'Est, travessen les petites ciutats de Califòrnia, Arizona, Nou Mèxic, Oklahoma, Arkansas, i de Tennessee, però no arribaran mai a Washington…;